# 公民黨立法會選舉推薦名單
2020年香港立法會選舉公民黨黨內初選是公民黨就參加2020年香港立法會選舉決定參選人之初選。
2020年1月6日，公民黨截止黨內報名。

## 機制
公民黨的策略委員會，將會與有興趣參選的黨員溝通及開展甄選程序，並盡快完成報告及建議提交執行委員會討論。執行委員會可因應最新形勢徵召合適黨員參加9月的立法會選舉，並交由黨員大會通過。

## 參選人

### 香港島
- 鄭達鴻 - 現任香港東區區議會丹拿選區區議員，公民黨執行委員會成員（政策倡議），公民黨港島支部副主席

公民黨時任香港島立法會議員陳淑莊因佔中九子案被判囚八個月，獲准緩刑兩年，按法例不能參選2020年香港立法會選舉。

### 九龍西
- 余德寶 - 現任香港油尖旺區議會副主席，油尖旺區議會富柏選區區議員，公民黨九龍西支部副主席

油尖旺區議會副主席余德寶於5月4日宣布不參選，公民黨黨中央隨後召開記者會，宣布不派員出戰九龍西。

### 九龍東
- 譚文豪 - 現任立法會議員（九龍東）

### 新界西
- 郭家麒 - 現任立法會議員（新界西）

### 新界東
- 楊岳橋 - 公民黨黨魁，現任立法會議員（新界東）

### 區議會（第二）
- 黃文萱  - 現任香港沙田區議會第一城選區區議員[5]

### 法律界
- 郭榮鏗 - 公民黨執委（黨務發展），現任立法會議員（法律界）

### 飲食界
- 林瑞華 - 美食車大聯盟發言人[6][7]

## 選舉結果
2020年5月30日，公民黨公布2020年立法會選舉推薦名單，聲明如下：
|          | 公民黨已於今日（5月30日）召開特別黨員大會，通過並推薦以下黨員參與2020年立法會選舉： - 地區直選 - 香港島：鄭達鴻 - 新界西：郭家麒、冼豪輝 - 新界東：楊岳橋、梁嘉善 - 九龍東：譚文豪 - 功能組別 - 法律界：郭榮鏗 - 飲食界：林瑞華 此外，特別黨員大會通過議案，授權執行委員會，如遇緊急情況未能召開特別黨員大會，可就著立法會選舉的情形及最有利民主派爭取立法會議席過半的策略需要，必要時為公民黨二零二零年立法會選舉的正式參選名單作最後決定。 有意參與區議會(第二)功能組別之沙田區區議員黃文萱基於個人原因，在黨員大會前申請退出今次的推薦名單，並專注區議會的工作。 |
| ——公民黨 | |

【公民黨特別黨員大會記者會直播影片】

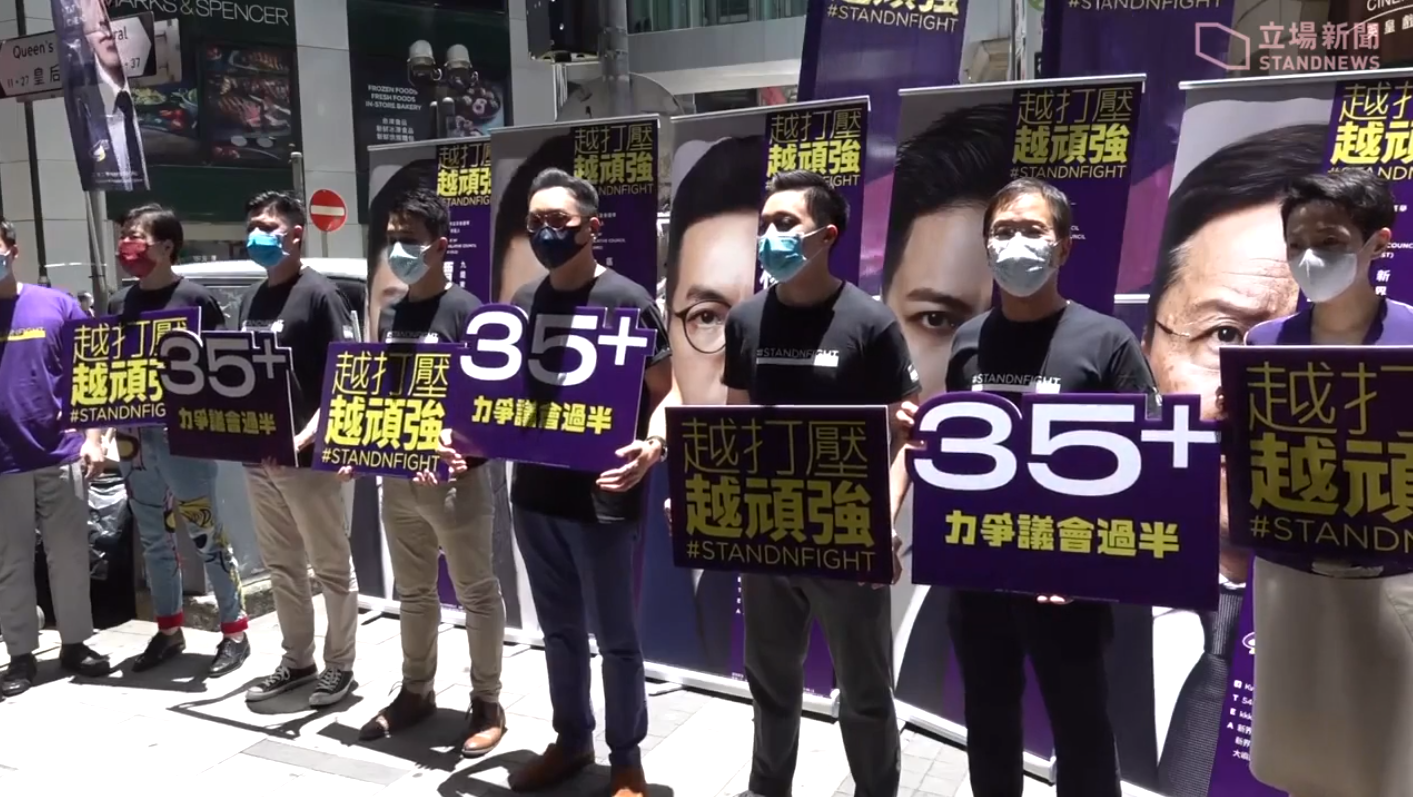
公民黨在2020年6月19日於中環舉行立法會選舉參選人誓師會

2020年6月19日，公民黨於中環宣布參加民主派初選，同時宣布東區區議員李予信按黨內徵召機制參選區議會（第二）功能助別。

## 後續發展

### 民主派初選

#### 選舉結果
| 選區                       | 選區 | 參選人 | 得票數 | %     | 結果  |
| -------------------------- | ---- | ------ | ------ | ----- | ----- |
| 香港島地方選區             |      | 鄭達鴻 | 11,090 | 12.26 | 第4名 |
| 九龍東地方選區             |      | 譚文豪 | 23,244 | 25.20 | 第2名 |
| 新界西地方選區             |      | 郭家麒 | 13,354 | 7.56  | 第6名 |
| 新界東地方選區             |      | 楊岳橋 | 25,366 | 15.42 | 第3名 |
| 區議會（第二）功能界別選區 |      | 李予信 | 10,579 | 2.00  | 第5名 |

備註
- 候選人郭榮鏗所參與之法律界功能組別並未設初選；
- 候選人林瑞華所參與之飲食界功能組別並未設初選。

## 資料來源
1. ↑  吳倬安. . 香港01. 2020-01-15  [2020-01-15]. （原始内容存档于2020-02-06） （中文（香港））.
2. ↑  Chris Lau; Sum Lok-kei. . 南華早報. 2019-04-24  [2019-04-24]. （原始内容存档于2019-04-24） （英语）.
3. ↑  Andy Yu 余德寶. . Facebook. 2020-05-04  [2020-05-05]. （原始内容存档于2020-09-01）.
4. ↑  . 明報. 2020-05-04  [2020-05-07]. （原始内容存档于2020-05-16）.
5. ↑  羅家晴. . 香港01. 2020-03-03  [2020-03-03]. （原始内容存档于2020-03-03） （中文（香港））.
6. ↑  彭焯煒. . 香港01. 2020-01-10  [2020-01-10]. （原始内容存档于2020-02-06） （中文（香港））.
7. ↑  翟睿敏. . 香港01. 2020-01-21  [2020-01-21]. （原始内容存档于2020-02-06） （中文（香港））.
8. ↑  . 頭條日報. 2020-05-30  [2020-05-30]. （原始内容存档于2020-06-04） （中文（香港））.
9. ↑  劉錦華. . 香港01. 2020-05-30  [2020-05-30]. （原始内容存档于2020-06-04） （中文（香港））.
10. ↑  . 香港經濟日報. 2020-05-30  [2020-05-30]. （原始内容存档于2020-06-04） （中文（香港））.
11. ↑  . 立場新聞. 2020-05-30  [2020-05-30]. （原始内容存档于2020-06-04） （中文（香港））.
12. ↑  陳嘉裕. . 蘋果日報. 2020-05-30  [2020-05-30]. （原始内容存档于2020-06-04） （中文（香港））.
13. ↑  . Now新聞. 2020-05-30  [2020-05-30]. （原始内容存档于2020-09-01） （中文（香港））.
14. ↑  . 香港電台. 2020-05-30  [2020-05-30]. （原始内容存档于2020-06-04） （中文（香港））.
15. ↑  . 明報. 2020-05-31  [2020-05-31]. （原始内容存档于2020-06-04） （中文（香港））.
16. ↑  . www.facebook.com.   [2020-05-30]. （原始内容存档于2020-09-01） （中文（简体））.
17. ↑  . 香港獨立媒體網.   [2020-06-19]. （原始内容存档于2020-06-22） （中文（简体））.